# Europameisterschaften im Gewichtheben 2008
Die Europameisterschaften im Gewichtheben 2008 fanden vom 11. April 2008 bis zum 20. April 2008 in Lignano Sabbiadoro, Italien statt.

## Männer

### Klasse bis 56 kg
| Disziplin | Disziplin | Gold        | Gold   | Silber        | Silber | Bronze          | Bronze |
| --------- | --------- | ----------- | ------ | ------------- | ------ | --------------- | ------ |
| -56 kg    | Zweikampf | Halil Mutlu | 269 kg | Tom Goegebuer | 244 kg | Wladimir Urumow | 239 kg |
| -56 kg    | Reißen    | Halil Mutlu | 120 kg | Tom Goegebuer | 111 kg | Igor Grabucea   | 110 kg |
| -56 kg    | Stoßen    | Halil Mutlu | 149 kg | Vito Dellino  | 135 kg | Wladimir Urumow | 133 kg |

### Klasse bis 62 kg
| Disziplin | Disziplin | Gold              | Gold   | Silber            | Silber | Bronze              | Bronze |
| --------- | --------- | ----------------- | ------ | ----------------- | ------ | ------------------- | ------ |
| -62 kg    | Zweikampf | Sergei Petrossjan | 302 kg | Erol Bilgin       | 295 kg | Stefan Georgiew     | 278 kg |
| -62 kg    | Reißen    | Erol Bilgin       | 135 kg | Sergei Petrossjan | 135 kg | Sardar Chassanow    | 125 kg |
| -62 kg    | Stoßen    | Sergei Petrossjan | 167 kg | Erol Bilgin       | 160 kg | Sulfugar Suleimanow | 158 kg |

### Klasse bis 69 kg
| Disziplin | Disziplin | Gold                      | Gold   | Silber                    | Silber | Bronze           | Bronze |
| --------- | --------- | ------------------------- | ------ | ------------------------- | ------ | ---------------- | ------ |
| -69 kg    | Zweikampf | Tigran Geworg Martirosjan | 346 kg | Vencelas Dabaya           | 333 kg | Mechmed Fikretow | 315 kg |
| -69 kg    | Reißen    | Tigran Geworg Martirosjan | 158 kg | Demir Demirew             | 146 kg | Turan Mirzəyev   | 146 kg |
| -69 kg    | Stoßen    | Vencelas Dabaya           | 188 kg | Tigran Geworg Martirosjan | 188 kg | Mechmed Fikretow | 175 kg |

### Klasse bis 77 kg
| Disziplin | Disziplin | Gold                | Gold   | Silber              | Silber | Bronze            | Bronze |
| --------- | --------- | ------------------- | ------ | ------------------- | ------ | ----------------- | ------ |
| -77 kg    | Zweikampf | Oleg Perepetschenow | 362 kg | Ara Chatschatrjan   | 361 kg | Alexei Jufkin     | 355 kg |
| -77 kg    | Reißen    | Ara Chatschatrjan   | 165 kg | Oleg Perepetschenow | 164 kg | Alexei Jufkin     | 155 kg |
| -77 kg    | Stoßen    | Alexei Jufkin       | 200 kg | Oleg Perepetschenow | 198 kg | Ara Chatschatrjan | 196 kg |

### Klasse bis 85 kg
| Disziplin | Disziplin | Gold                      | Gold   | Silber             | Silber | Bronze             | Bronze |
| --------- | --------- | ------------------------- | ------ | ------------------ | ------ | ------------------ | ------ |
| -85 kg    | Zweikampf | Tigran Wardan Martirosjan | 377 kg | Wassili Polownikow | 373 kg | Georgi Markow      | 362 kg |
| -85 kg    | Reißen    | Tigran Wardan Martirosjan | 172 kg | Wassili Polownikow | 168 kg | İzzet İnce         | 167 kg |
| -85 kg    | Stoßen    | Tigran Wardan Martirosjan | 205 kg | Wassili Polownikow | 205 kg | Benjamin Hennequin | 200 kg |

### Klasse bis 94 kg
| Disziplin | Disziplin | Gold           | Gold   | Silber          | Silber | Bronze              | Bronze |
| --------- | --------- | -------------- | ------ | --------------- | ------ | ------------------- | ------ |
| -94 kg    | Zweikampf | Szymon Kolecki | 397 kg | Andrei Demanow  | 385 kg | Muchamat Sosajew    | 384 kg |
| -94 kg    | Reißen    | Szymon Kolecki | 177 kg | Edgar Geworgjan | 176 kg | Muchamat Sosajew    | 174 kg |
| -94 kg    | Stoßen    | Szymon Kolecki | 220 kg | Andrei Demanow  | 213 kg | Konstjantin Pilijew | 212 kg |

### Klasse bis 105 kg
| Disziplin | Disziplin | Gold                | Gold   | Silber              | Silber | Bronze          | Bronze |
| --------- | --------- | ------------------- | ------ | ------------------- | ------ | --------------- | ------ |
| -105 kg   | Zweikampf | Dmitri Berestow     | 410 kg | Ramūnas Vyšniauskas | 405 kg | Robert Dołęga   | 395 kg |
| -105 kg   | Reißen    | Dmitri Berestow     | 190 kg | Ramūnas Vyšniauskas | 185 kg | Martin Tešovič  | 180 kg |
| -105 kg   | Stoßen    | Ramūnas Vyšniauskas | 220 kg | Olexi Torochti      | 220 kg | Dmitri Berestow | 220 kg |

### Klasse über 105 kg
| Disziplin | Disziplin | Gold               | Gold   | Silber               | Silber | Bronze               | Bronze |
| --------- | --------- | ------------------ | ------ | -------------------- | ------ | -------------------- | ------ |
| 105+ kg   | Zweikampf | Viktors Ščerbatihs | 447 kg | Matthias Steiner     | 446 kg | Jewgeni Tschigischew | 442 kg |
| 105+ kg   | Reißen    | Matthias Steiner   | 200 kg | Ihor Schymetschko    | 196 kg | Jewgeni Tschigischew | 195 kg |
| 105+ kg   | Stoßen    | Viktors Ščerbatihs | 252 kg | Jewgeni Tschigischew | 247 kg | Matthias Steiner     | 246 kg |

## Frauen

### Klasse bis 48 kg
| Disziplin | Disziplin | Gold           | Gold   | Silber        | Silber | Bronze         | Bronze |
| --------- | --------- | -------------- | ------ | ------------- | ------ | -------------- | ------ |
| -48 kg    | Zweikampf | Nurcan Taylan  | 196 kg | Sibel Özkan   | 196    | Genny Pagliaro | 194    |
| -48 kg    | Reißen    | Genny Pagliaro | 88 kg  | Nurcan Taylan | 87 kg  | Sibel Özkan    | 86 kg  |
| -48 kg    | Stoßen    | Sibel Özkan    | 110 kg | Nurcan Taylan | 109 kg | Genny Pagliaro | 106 kg |

### Klasse bis 53 kg
| Disziplin | Disziplin | Gold              | Gold   | Silber             | Silber | Bronze             | Bronze |
| --------- | --------- | ----------------- | ------ | ------------------ | ------ | ------------------ | ------ |
| -53 kg    | Zweikampf | Natalija Trozenko | 197 kg | Maria De La Puente | 190 kg | Julia Rohde        | 188 kg |
| -53 kg    | Reißen    | Natalija Trozenko | 88 kg  | Maria De La Puente | 86 kg  | Mărioara Munteanu  | 86 kg  |
| -53 kg    | Stoßen    | Natalija Trozenko | 109 kg | Julia Rohde        | 105 kg | Maria De La Puente | 104 kg |

### Klasse bis 58 kg
| Disziplin | Disziplin | Gold                  | Gold   | Silber          | Silber | Bronze                | Bronze |
| --------- | --------- | --------------------- | ------ | --------------- | ------ | --------------------- | ------ |
| -58 kg    | Zweikampf | Aleksandra Klejnowska | 212 kg | Romela Begaj    | 212 kg | Roxana Cocoș          | 209 kg |
| -58 kg    | Reißen    | Romela Begaj          | 101 kg | Marieta Gotfryd | 94 kg  | Aleksandra Klejnowska | 91 kg  |
| -58 kg    | Stoßen    | Aleksandra Klejnowska | 121 kg | Roxana Cocoș    | 120 kg | Romela Begaj          | 111 kg |

### Klasse bis 63 kg
| Disziplin | Disziplin | Gold            | Gold   | Silber       | Silber | Bronze       | Bronze |
| --------- | --------- | --------------- | ------ | ------------ | ------ | ------------ | ------ |
| -63 kg    | Zweikampf | Meline Dalusjan | 235 kg | Sibel Şimşek | 226 kg | Milka Manewa | 223 kg |
| -63 kg    | Reißen    | Meline Dalusjan | 107 kg | Sibel Şimşek | 105 kg | Ruth Kasirye | 101 kg |
| -63 kg    | Stoßen    | Meline Dalusjan | 128 kg | Milka Manewa | 123 kg | Sibel Şimşek | 121 kg |

### Klasse bis 69 kg
| Disziplin | Disziplin | Gold           | Gold   | Silber            | Silber | Bronze              | Bronze |
| --------- | --------- | -------------- | ------ | ----------------- | ------ | ------------------- | ------ |
| -69 kg    | Zweikampf | Nasik Awdaljan | 242 kg | Tatjana Matwejewa | 239 kg | Slawejka Ruschinska | 219 kg |
| -69 kg    | Reißen    | Nasik Awdaljan | 106 kg | Tatjana Matwejewa | 103 kg | Julija Artemowa     | 101 kg |
| -69 kg    | Stoßen    | Nasik Awdaljan | 136 kg | Tatjana Matwejewa | 136 kg | Slawejka Ruschinska | 124 kg |

### Klasse bis 75 kg
| Disziplin | Disziplin | Gold                  | Gold   | Silber              | Silber | Bronze           | Bronze |
| --------- | --------- | --------------------- | ------ | ------------------- | ------ | ---------------- | ------ |
| -75 kg    | Zweikampf | Natalja Sabolotnaja   | 264 kg | Lidia Valentín      | 245 kg | Yvonne Kranz     | 220 kg |
| -75 kg    | Reißen    | Natalja Sabolotnaja   | 123 kg | Lidia Valentín      | 115 kg | Tetjana Schukowa | 98 kg  |
| -75 kg    | Stoßen    | Hripsime Churschudjan | 141 kg | Natalja Sabolotnaja | 141 kg | Lidia Valentín   | 130 kg |

### Klasse über 75 kg
| Disziplin | Disziplin | Gold         | Gold   | Silber        | Silber | Bronze           | Bronze |
| --------- | --------- | ------------ | ------ | ------------- | ------ | ---------------- | ------ |
| 75+ kg    | Zweikampf | Olha Korobka | 277 kg | Julija Dowhal | 258 kg | Magdalena Ufnal  | 237 kg |
| 75+ kg    | Reißen    | Olha Korobka | 127 kg | Julija Dowhal | 118 kg | Magdalena Ufnal  | 110 kg |
| 75+ kg    | Stoßen    | Olha Korobka | 150 kg | Julija Dowhal | 140 kg | Kathleen Schöppe | 129 kg |

## Medaillenspiegel
| Platz | Land          | Gold | Silber | Bronze | Gesamt |
| 1     | Armenien      | 13   | 3      | 1      | 17     |
| 2     | Russland      | 8    | 13     | 7      | 28     |
| 3     | Türkei        | 6    | 7      | 3      | 16     |
| 4     | Ukraine       | 6    | 5      | 3      | 14     |
| 5     | Polen         | 5    | 1      | 4      | 10     |
| 6     | Lettland      | 2    | 0      | 0      | 2      |
| 7     | Deutschland   | 1    | 2      | 4      | 7      |
| 8     | Litauen       | 1    | 2      | 0      | 3      |
| 9     | Italien       | 1    | 1      | 2      | 4      |
| 10    | Albanien      | 1    | 1      | 1      | 3      |
| 10    | Frankreich    | 1    | 1      | 1      | 3      |
| 12    | Spanien       | 0    | 4      | 2      | 6      |
| 13    | Bulgarien     | 0    | 2      | 9      | 11     |
| 14    | Belgien       | 0    | 2      | 0      | 2      |
| 15    | Rumänien      | 0    | 1      | 2      | 3      |
| 16    | Aserbaidschan | 0    | 0      | 3      | 3      |
| 17    | Moldau        | 0    | 0      | 1      | 1      |
| 17    | Norwegen      | 0    | 0      | 1      | 1      |
| 17    | Slowakei      | 0    | 0      | 1      | 1      |

## Doping
Die Moldawier Igor Bour (1. Platz 56 kg) und Vladimir Popov (3. Platz 62 kg) und der Armenier Artak Mkrtchyan (+105 kg) sowie die Bosnierin Olivera Jurić (4. Platz 75 kg) wurden wegen Dopings disqualifiziert.